# Anaxyrus microscaphus
Anaxyrus microscaphus är en groddjursart som först beskrevs av Cope1867.  Anaxyrus microscaphus ingår i släktet Anaxyrus och familjen paddor. Inga underarter finns listade i Catalogue of Life.

## Utseende
Kroppslängden ligger mellan 34 och 96 mm och honor är lite större än hanar. På den rosabruna, ljusbruna, gråa eller grågröna grundfärgen förekommer ljusa fläckar av varierande form. En ljus längsgående strimma på ryggens topp saknas. Undersidan är ännu ljusare förutom en mörk strupe hos hanar under parningstiden. Grodynglen har en ljusbrun eller ljus gråolive färg med mörka fläckar på svansen. De är upp till 56 mm långa.

## Utbredning
Denna padda förekommer i sydvästra USA i delstaterna Arizona, New Mexico, sydöstra Kalifornien, sydöstra Nevada och sydvästra Utah. Arten lever i kulliga områden och i bergstrakter mellan 365 och 1800 meter över havet. Individerna vistas nära vattendrag och andra vattenansamlingar i skogar med tallar och ekar, på jordbruksmark och i galleriskogar med arter av videsläktet och poppelsläktet.

## Ekologi
Parningstiden börjar i kulliga regioner i februari och i bergstrakter i mars eller april. Ibland hörs hanarnas parningsläte fram till juni eller juli. Honan lägger 3000 till 4000 ägg som fästas på löv, stjälkar och andra föremål i grunda delar av vattenansamlingen. Anaxyrus microscaphus och grodynglen jagas av olika ormar, fåglar och däggdjur. Som skydd avsöndrar paddan giftiga vätskor från körtlarna i huden. Enligt ett fåtal studier äter vuxna exemplar olika ryggradslösa djur.

## Hot
I områden där även Anaxyrus woodhousii förekommer kan hybrider uppstå. Därför minskar beståndet. Anaxyrus microscaphus är fortfarande vanligt förekommande. IUCN kategoriserar arten globalt som livskraftig.